# Pjotr Sunin
Pjotr Michailovitj Sunin (ryska: Пётр Михайлович Сунин), är en sovjetisk tidigare backhoppare som tävlade för Sovjetunionen.

## Karriär
Pjotr Sunin debuterade internationellt i öppningstävlingen i tysk-österrikiska backhopparveckan i Schattenbergbacken i Oberstdorf i dåvarande Västtyskland 30 december 1979. Från säsongen 1979/1980 ingår backhopparveckan som en del av världscupen. Sunin blev nummer 83 i sin första internationella tävling. Han var bland de tio bästa i en världscupdeltävling första gången i stora backen i Engelberg i Schweiz 2 mars 1980. Tävlingen vanns av Toni Innauer från Österrike. Han kom på prispallen i stora Ještěd-backen i Liberec i Tjeckoslovakien 11 januari 1981. Han var 8,6 poäng bak segrande Roger Ruud från Norge och 7,0 poäng efter Hans Wallner från Österrike. Pjotr Sunin blev nummer 60 sammanlagt i världscupen säsongen 1979/1980 och nummer 23 totalt säsongen 1980/1981. Efter tävlingssäsongen 1980/1981 avslutade Pjotr Sunin sin backhoppningskarriär.